# Gymnophora
Gymnophora is een geslacht van insecten uit de familie van de Bochelvliegen (Phoridae), die tot de orde tweevleugeligen (Diptera) behoort.

## Soorten
- G. arcuata (Meigen, 1830)
- G. carina Brown, 1987
- G. fastigiorum Schmitz, 1952
- G. healeyae Disney, 1980
- G. integralis Schmitz, 1920
- G. lapidicola (Bezzi, 1922)
- G. luteiventris Schmitz, 1952
- G. marshalli Brown, 1987
- G. nigripennis Schmitz, 1926
- G. prescherweberae Disney, 1997
- G. quartomollis Schmitz, 1920
- G. subarcuata Schmitz, 1952
- G. talea Brown, 1987